# François Le Cannellier
François Octave Le Cannellier (Barneville, 11 décembre 1855-Cherbourg, 5 décembre 1933), est un officier de marine français.

## Biographie
Il entre à l'École navale en octobre 1872 et en sort aspirant de 2e classe en août 1874. Aspirant de 1re classe (octobre 1875), il sert sur l'aviso Segond à la division du Pacifique et prend part aux opérations déclenchées par l'insurrection canaque en Nouvelle-Calédonie.
Enseigne de vaisseau (octobre 1878), ses travaux d'hydrographie en mer de Norvège et en Laponie lui apporte en 1881 un témoignage de satisfaction. En 1882, il est envoyé à la mission scientifique du Cap Horn sur la Romanche. Lieutenant de vaisseau (mars 1884), il est breveté en 1885 de l’École des défenses sous-marines. Il commande alors deux torpilleurs à la défense mobile de Cherbourg (1886-1887).
Spécialiste du magnétisme, il obtient en 1890 un nouveau témoignage de satisfaction pour ses travaux sur le sujet effectués en Méditerranée. 
En 1892, il commande le torpilleur Grondeur puis en 1893 le Défi en escadre du Nord avant de servir en 1895 à l’État-major général. En 1896, il entre à l’École supérieure de marine puis est promu capitaine de frégate en juillet 1898. Il sert alors sur le cuirassé Brennus puis commande la Rance dans l'océan Indien (1901-1902). Commandant de la Manche et de la station de Terre-Neuve (1903), il est nommé capitaine de vaisseau en février 1904.
Major général à Cherbourg, commandant de la Couronne et de l’École de canonnage (1905), il commande en 1909 le cuirassé Jauréguiberry en escadre de Méditerranée. 
Contre-amiral (octobre 1912), commandant du front de mer de Cherbourg, il reçoit le commandement en 1913 de la division des écoles de l'Océan. En 1914-1915, il est chargé de la ligne de surveillance de la Manche occidentale et y assure efficacement la protection du trafic maritime avec l'Angleterre. 
Major général à Brest (1915), promu vice-amiral en mars 1916 et directeur militaire des services de la flotte, il prend sa retraite en décembre 1917. 

## Récompenses et distinctions
- Chevalier (29 décembre 1887), Officier (3 février 1903), Commandeur (11 octobre 1915) puis Grand Officier de la Légion d'Honneur (30 avril 1921).
- Croix de Guerre avec citation à l'ordre de l'Armée navale (1915).